# Agus Susatya
Agus Susatya ( 1968 - ) es un botánico y explorador indonesio. Se ha especializado en la taxonomía de la familia de las orquídeas locales. Obtuvo su B.Sc. en la "SMU 6 Yogyakarta", Indonesia. Y su M.Sc. en la "Universidad Gadjah Mada", de Yakarta.
- La abreviatura «Susatya» se emplea para indicar a Agus Susatya como autoridad en la descripción y clasificación científica de los vegetales.[2]